# Języki etiopskie
Języki etiopskie (abisyńskie, afrosemickie), właśc. języki etiosemickie – grupa języków z południowo-zachodniej gałęzi języków semickich, powstała przez nawarstwienie się bliskich sobie dialektów południowoarabskich na substrat kuszycki w I tysiącleciu p.n.e., używana w Etiopii i Erytrei. Z powodu długotrwałych kontaktów z językami spoza rodziny semickiej od innych języków z tej rodziny odróżnia je m.in.:
- szyk zdania SOV
- poprzedzanie rzeczownika przez przymiotnik
- używanie liczby pojedynczej rzeczownika z liczebnikiem
- tworzenie form kauzatywnych z prefiksem as-/at-
- występowanie czasownika o rdzeniu √hlw („znajdować się”), który odmienia się według wzoru perfectum, a ma znaczenie teraźniejsze
- występowanie spółgłosek [p] i [ṗ] (p emfatyczne) w zapożyczeniach

Niektóre z tych cech jednak nie występują lub są rzadkie w języku gyyz. Prawie wszystkie języki etiosemickie stosują sylabiczne pismo etiopskie.

Mapa językowa obszaru Etiopii i Erytrei

## Wyliczenie języków etiopskich
Do języków etiopskich zaliczają się języki:
- grupa północna
  - język dahalik
  - język gyyz
  - język tigre
  - język tigrinia
- grupa południowa
  - język amharski
  - język argobba
  - język gafat †
  - język harari (adare)
  - język gurage
  - język inorski – wymieniany w grupie gurage
  - język kistane (soddo) – wymieniany w grupie gurage
  - język meskański – wymieniany w grupie gurage
  - język mesmeski † – wymieniany w grupie gurage
  - język sebat bet gurage (guragie) – wymieniany w grupie gurage
  - język silte – wymieniany w grupie gurage
  - język wolane – czasem uznawany za dialekt języka silte; wymieniany w grupie gurage
  - język zay  – wymieniany w grupie gurage